# Pastel de lengua de buey
El pastel de lengua de buey es una receta de masa frita china de forma elíptica que recuerda a una lengua de buey. Su textura es masticable, con un interior blando y una corteza crujiente. Es ligeramente dulce, y se toma como parte del desayuno con leche de soja.